# タッチ (岩崎良美のアルバム)
『タッチ』（Touch）は、1985年11月21日にリリースされた岩崎良美の10枚目のオリジナルアルバム。発売元はキャニオンレコード。フジテレビ系列で放映され、岩崎がテーマソングを歌ったアニメ番組『タッチ』第1期と第2期のテーマ曲集となっている。

## 背景
20枚目のシングルで自身最大のヒット曲「タッチ」、21枚目のシングル「愛がひとりぼっち」のA・B面曲に加え、劇中で声優たちが歌った挿入歌を岩崎の歌唱でレコーディングしたカバーを含む全10曲を収録している。
当初、発売元であるキャニオンレコードは、所属する新人歌手に当アニメのテーマソングを歌わせてプロモーションの場にしようと想定していたが、これに対して総監督の杉井ギサブローが大反対したため、同じレコード会社所属の実力派歌手を起用するという方針へと変更になり、最終的には原作者のあだち充が大ファンであった岩崎が歌うことに決定したという経緯がある。
1990年11月21日には廉価盤として再発売され、2004年6月に発売されたアルバムBOX『岩崎良美 CD-BOX 85-87 ぼくらのベスト3』では、DISC-2に収録された。2015年2月21日には音楽配信が開始されている。

## 収録曲

### LP／CT

#### Side A
- 全作曲: 芹澤廣明

1. 愛がひとりぼっち（3:57）
作詞: 康珍化 / 編曲: 芹澤廣明
  - アニメ『タッチ2』オープニングテーマ[8]
2. 風のメッセージ (達也のテーマ)（3:15）
作詞: 康珍化 / 編曲: 馬飼野康二
  - アニメ『タッチ2』挿入歌[8]
3. 好きになるなら（5:05）
作詞: 佐藤純子[9] / 編曲: 芹澤廣明
  - アニメ『タッチ2』挿入歌[8]
4. 青春（3:48）
作詞: 康珍化 / 編曲: 芹澤廣明
  - アニメ『タッチ2』エンディングテーマ[8]
5. タッチ（3:13）
作詞: 康珍化 / 編曲: 芹澤廣明
  - アニメ『タッチ』オープニングテーマ[8]

#### Side B
1. 君がいなければ（4:26）
作詞: 康珍化 / 編曲: 芹澤廣明
  - アニメ『タッチ』エンディングテーマ[8]
2. 星のシルエット (和也のテーマ)（4:04）
作詞: 康珍化 / 編曲: 馬飼野康二
  - アニメ『タッチ』挿入歌[8]
3. 僕たちのSomeday (達也のテーマ)（3:15）
作詞: 沢ちひろ / 編曲: 飛澤宏元
  - アニメ『タッチ』挿入歌[8]
4. ホワイト・ドリーム (南のテーマ)（4:21）
作詞: 沢ちひろ / 編曲: 芹澤廣明
  - アニメ『タッチ』挿入歌[8]
5. 夢で逢いたい（2:58）
作詞: 佐藤純子 / 編曲: 馬飼野康二
  - アニメ『タッチ』挿入歌[8]

### CD
1. 愛がひとりぼっち
2. 風のメッセージ (達也のテーマ)
3. 好きになるなら
4. 青春
5. タッチ
6. 君がいなければ
7. 星のシルエット (和也のテーマ)
8. 僕たちのSomeday (達也のテーマ)
9. ホワイト・ドリーム (南のテーマ)
10. 夢で逢いたい